# Нечкинский национальный парк
Национальный парк «Нечкинский» — национальный парк на территории Удмуртской Республики. Образован Постановлением Правительства Российской Федерации № 1323 от 16 октября 1997 года «в целях сохранения уникальных природных комплексов в бассейне реки Кама, имеющих большое экологическое, культурное и рекреационное значение».

## География
Территория национального парка находится в среднем течении реки Кама, на побережье Воткинского водохранилища.
Правобережье и левобережье территории парка сильно различаются своим геологическим и геоморфологическим строением. Прикамье представляет собой возвышенную равнину, густо и глубоко расчленённую долинами малых рек, балками и оврагами. В пределах этого района активно проявляются современные экзогенные процессы — плоскостной смыв, эрозия временных и постоянных водотоков. По крутому берегу реки Камы и Воткинского водохранилища широко развиты оползневые процессы. Левобережье Камы, а также отдельные участки правобережья и устье реки Сивы слагаются аллювиальными отложениями и представлены в рельефе аккумулятивными поверхностями — поймой и надпойменными террасами. Прирусловая пойма реки Камы гривистая, неровная, с большим числом старичных понижений — сухих или занятых озёрами и болотами.

## Фауна
На территории парка выявлено 916 видов из 95 семейств наземных беспозвоночных. Ядро фауны беспозвоночных составляют насекомые. среди них наиболее богато представлены жесткокрылые (377 видов) и чешуекрылые (406 видов). В зональном отношении, большинство видов наземных беспозвоночных парка является характерными представителями лесной зоны. Однако наличие элементов остепнения определяет присутствие лесостепных видов: толстоголовая травянка, сатир диада, зефир дубовый, жужелица лесостепная и некоторые другие. 15 видов насекомых занесены в список редких и исчезающих животных Удмуртии.
В районе национального парка обитает 36 видов рыб, представителей 7 отрядов класса костных. Данное разнообразие составляет около 80 % всей ихтиофауны Удмуртии. Наибольшим разнообразием отличается отряд карповых (26 видов). За ним следует отряд окунеобразные (4 вида). Остальные отряды представлены 1—2 видами.
Герпетофауна парка состоит из 16 видов животных: земноводных — 10, пресмыкающихся — 6. Наиболее обычным на пойменных участках является озёрная лягушка. Лесные угодья на левом и правом берегах Камы, лежащие выше зоны затопления, населяют виды амфибий: обыкновенный тритон, гребенчатый тритон, остромордая лягушка, травяная лягушка, серая жаба и обыкновенная чесночница. По берегам водоёмов повсеместно встречается обыкновенный уж. Обычна в лесах и на пойменных лугах обыкновенная гадюка.
На территории парка широко представлена орнитофауна. Всего здесь отмечено пребывание 191 вида птиц из 14 отрядов. Это составляет 70 % от числа видов, встречающихся на территории Удмуртской республики. Из них для 79 % птиц установлено гнездование, 13 % — отмечены на пролёте или являются случайно залётными, для 12 видов (7.8 %) гнездование не установлено, но предполагается по отдельным встречам (черношейная поганка, выпь, гоголь, кобчик, лысуха, поручейник, дупель, большой кроншнеп, филин) или птицы гнездились ранее (чёрный аист, скопа, орлан-белохвост). Из охотничьих видов птиц наиболее многочисленны водоплавающие, около половины которых гнездится, а остальные встречаются на пролёте. Из отряда курообразных следует отметить семейство тетеревиных. 21 вид птиц относится к категории редких и исчезающих.
В районе парка выявлено пребывание 44 видов млекопитающих из 6 отрядов: грызуны (15 видов), хищные (12 видов), рукокрылые (7 видов), насекомоядные (6 видов), парнокопытные (2 вида) и зайцеобразные (2 вида). Основу лесной териофауны составляют: обыкновенный ёж, малая, средняя и обыкновенная бурозубки, прудовая, водяная и ночница Брандта, бурый ушан, северный кожан, бурый медведь, обыкновенная рысь, лось, обыкновенная белка, обыкновенный бобр, лесная мышовка, уральская мышь. Представлены также лесные западно-европейские виды: европейский крот, нетопырь Натузиуса, рыжая вечерница, лесная куница, лесной хорёк, кабан, рыжая полёвка, желтогорлая мышь. Таёжная фауна представлена видами: азиатский бурундук и заяц-беляк. Из степных видов присутствует только заяц-русак. Из типично степных видов обнаружен рыжеватый суслик.
| Виды, включённые в Красную книгу РФ | Виды, включённые в Красную книгу РФ |
| Название                            | Научное название                    |
| ----------------------------------- | ----------------------------------- |
| Насекомые                           |                                     |
| Рыбы                                |                                     |
| Бёрш                                | Stizostedion volgensis              |
| Обыкновенный подкаменщик            | Cottus gobio                        |
| Обыкновенный таймень                | Hucho taimen                        |
| Русская быстрянка                   | Alburnoides bipunctatus rossicus    |
| Стерлядь                            | Acipenser ruthenus                  |
| Птицы                               |                                     |
| Большой кроншнеп                    | Numenius arquata                    |
| Орлан-белохвост                     | Haliaeetus albicilla                |
| Скопа                               | Pandion haliaetus                   |
| Филин                               | Bubo bubo                           |
| Чёрный аист                         | Ciconia nigra                       |

## Флора
Территория парка располагается в подзоне хвойно-широколиственных лесов. Черты зональной растительности наиболее ярко несут еловые леса. Чистые ельники на территории парка встречаются фрагментарно. Ель обычно сопровождает пихта сибирская, липа, берёза и сосна. Широколиственные леса представлены ассоциациями с преобладанием в лесной растительности дуба. Мелколиственные леса представляют собой вторичные растительные сообщества (кроме ольшаников в поймах рек). В ботанико-географическом отношении из них наиболее интересны черноольшаники. Сообщества с господством ив распространены в пойме реки Камы (ива остролистная, ива трёхтычинковая, ива корзиночная, ива белая и другие).
В районе национального парка встречаются все типы болот: верховые болота, переходные болота и низинные болота. Верховые болота встречаются в пониженных участках рельефа в сосновых лесах. Среди верховых болот в парке распространены сосново-багульнико-сфагновые, сфагново-пушицево-кустарничниковые, кустарничково-осоково-сфагновые болота. На всех указанных болотах встречаются типичные для таких местообитаний виды — осока топяная, осока волосовидная, клюква, подбел многолистный, багульник, хамедафне болотная, пушица влагалищная, реже встречаются шейхцерия болотная и росянка круглолистная. Низинные болота характерны для мест с выходами грунтовых вод, берегов водоёмов, сплавин. Здесь встречаются: сабельник болотный, осока острая, осока пузырчатая, вахта трёхлистная, тростник обыкновенный, канареечник, вех ядовитый и другие виды.
Водная растительность в районе национального парка разнообразна и включает более 60 видов. Она имеет сообщества гидрофильных растений. Берега водоёмов часто заняты сообществами из осоки острой, осоки лисьей, окопника лекарственного. Они могут заходить в воду глубиной до 20—25 см дальше заходит в воду тростник обыкновенный (до 1 м), ещё более глубокие зоны занимает камыш озёрный. По мере возрастания глубины камыш уступает место сообществам из кувшинки и кубышки. Кувшинки и кубышки индуцируют глубину не более 2 м, а на более значительных глубинах экологическое царство микрофитов и свободноплавающих растений.
Флора парка характеризуется повышенным разнообразием, о чём свидетельствует то, что на незначительной территории произрастает более 70 % видов всей природной флоры Удмуртии, причём три вида встречаются только на её территории. Это белокопытник язычковый, пупочник ползучий, денец полевой. На территории национального парка произрастает 71, особо нуждающихся в охране видов.
| Виды, включённые в Красную книгу РФ | Виды, включённые в Красную книгу РФ |
| Название                            | Научное название                    |
| ----------------------------------- | ----------------------------------- |
| Покрытосеменные                     |                                     |
| Венерин башмачок настоящий          | Cypripedium calceolus               |
| Калипсо луковичная                  | Calypso bulbosa                     |
| Неоттианте клобучковая              | Neottianthe cucullata               |
| Пыльцеголовник красный              | Cephalanthera rubra                 |

## Достопримечательности
Национальный парк находится в окружении городов, богатых историческими, культурными объектами: Ижевск, Сарапул, Воткинск, Чайковский. Территория парка находится в формировании фино-угорских народов.
Памятники природы, имеющие республиканское значение:
устье реки Сивы (место нерестилища ценных видов рыб)
урочище «Галево»
урочище «Сидоровы горы» (ландшафтный)
урочище «Нечкино»
болото «Кемульское»
болото «Чистокостоаатовское»(торфяное болото с разнотипной торфяной залежью)
минеральный источник «Макаровский»(гидрологический)
озеро Заборное
Памятники истории и культуры:
Крещенская-Богоявленская церковь (памятник архитектуры XIX в.)
Памятники археологии:
Рычинская стоянка эпохи камня
Поваренская стоянка эпохи неолита
Стоянка у озера Заборное эпохи неолита, бронзы
Макаровское поселение эпохи бронзы
Усть-Нечкинское, Дуванакское, Макаровское городища раннего железного века

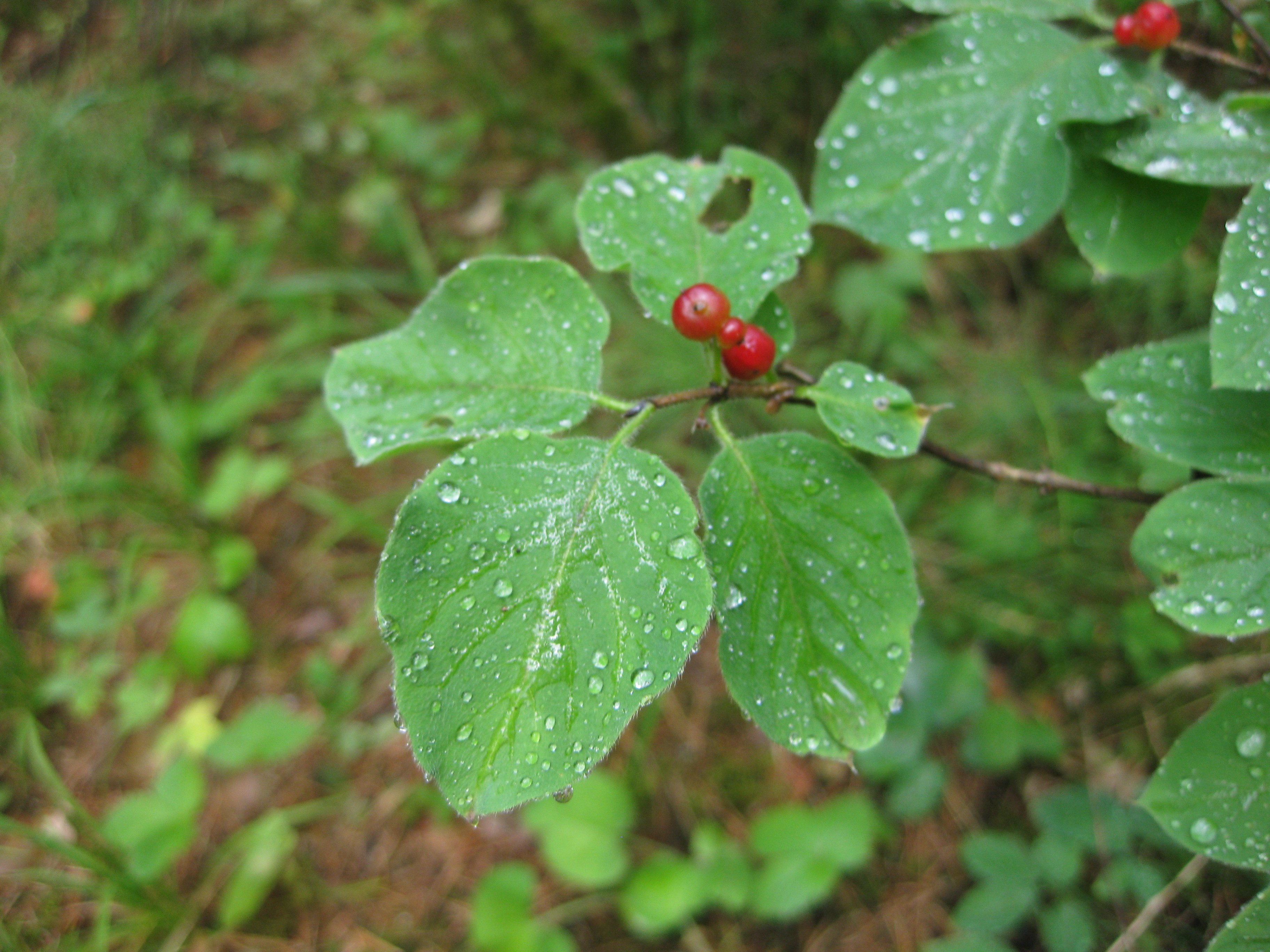
Роса на листьях
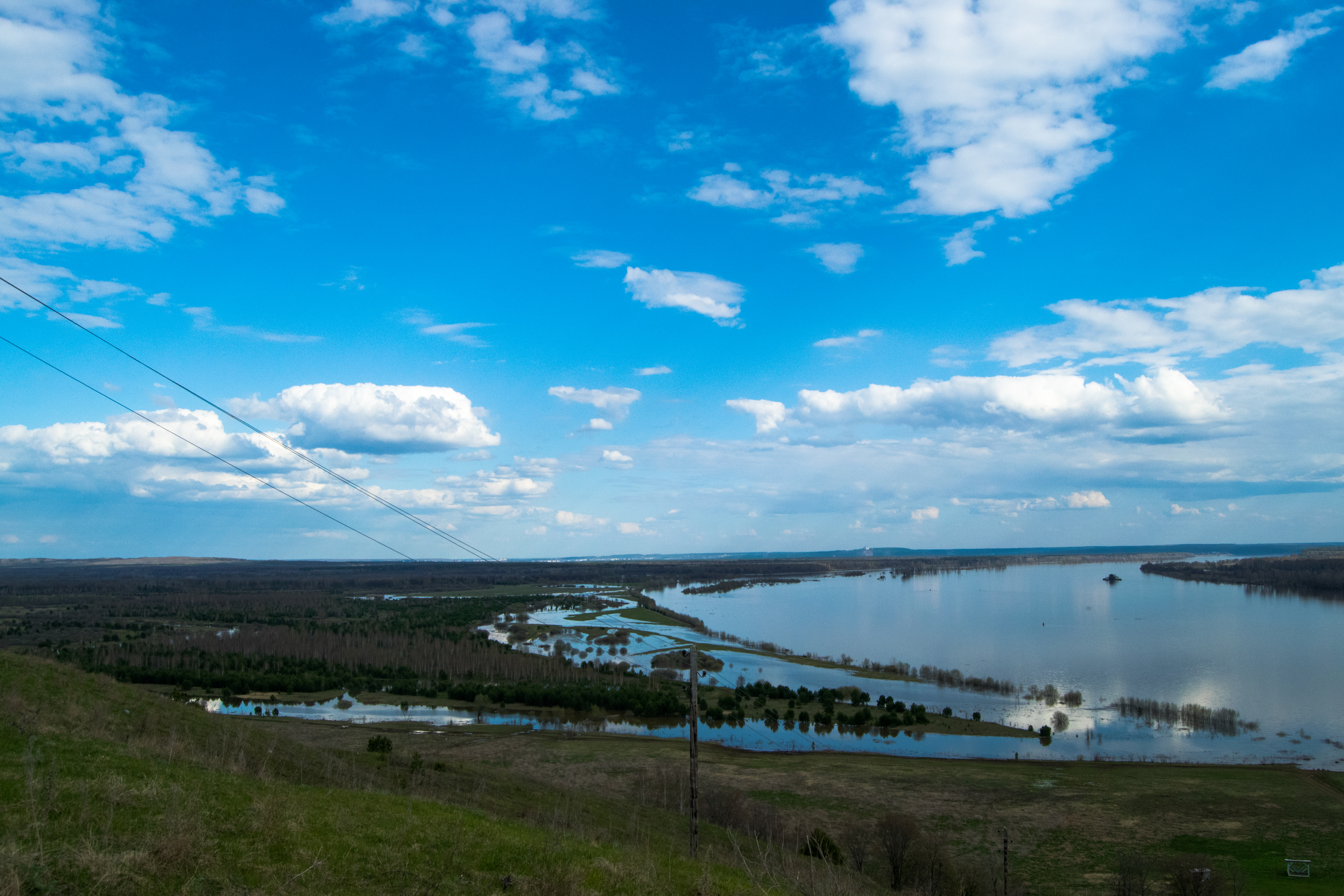
Излучина Камы
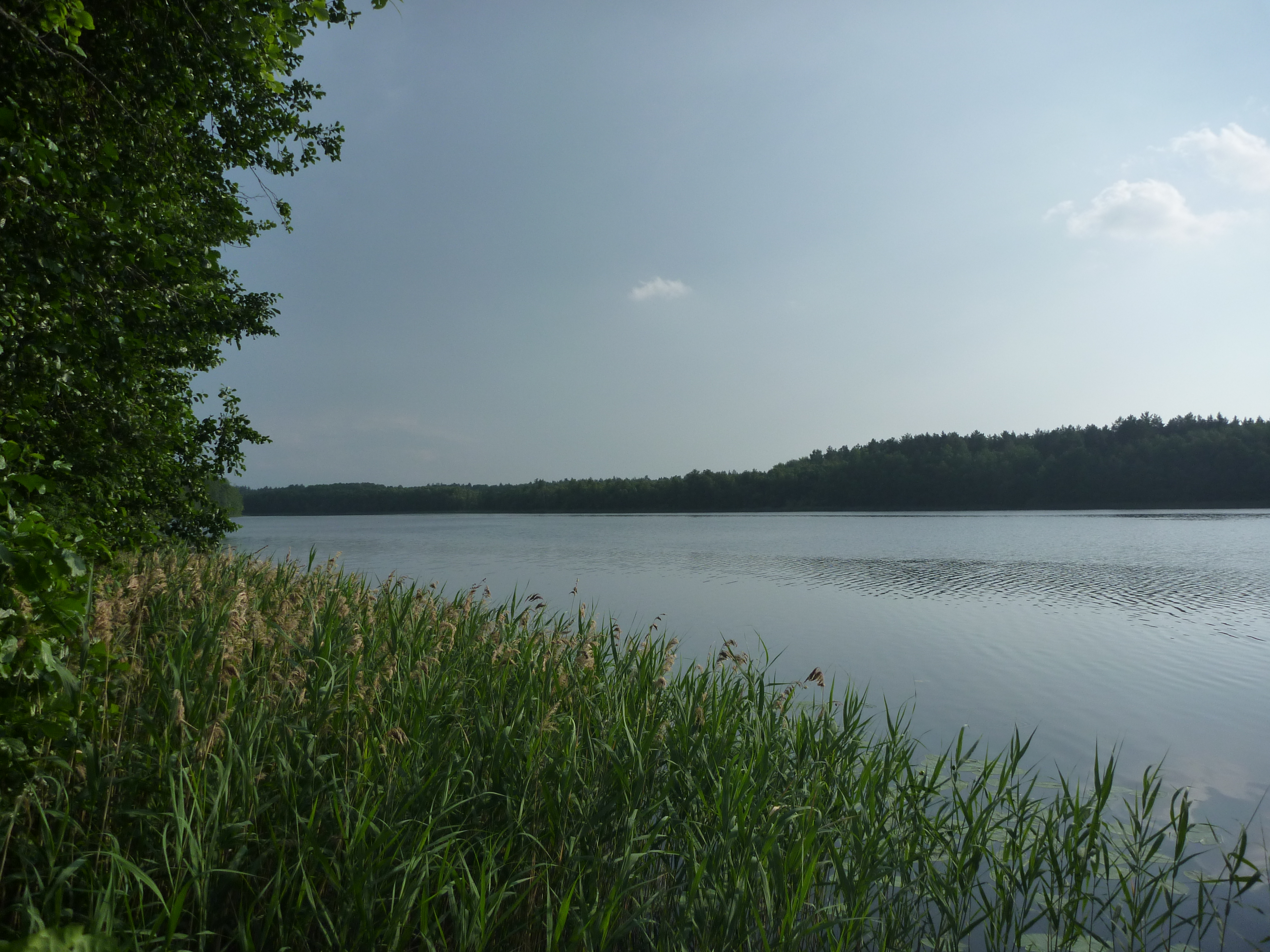
Озеро Заборное
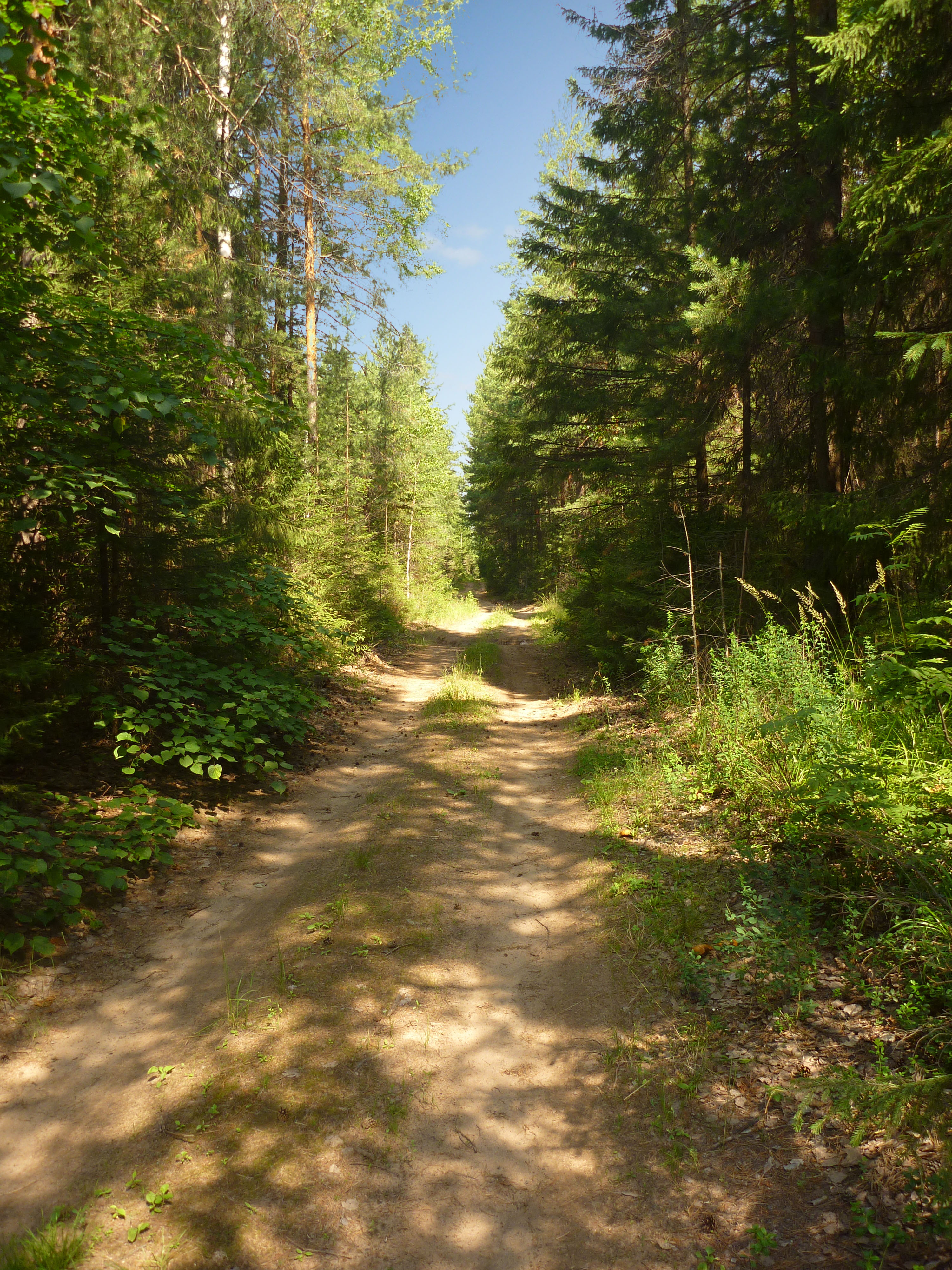
Лесная дорога в национальном парке

## Туризм
Имеются маршруты водного и конного туризма на территории парка.